# Nojo

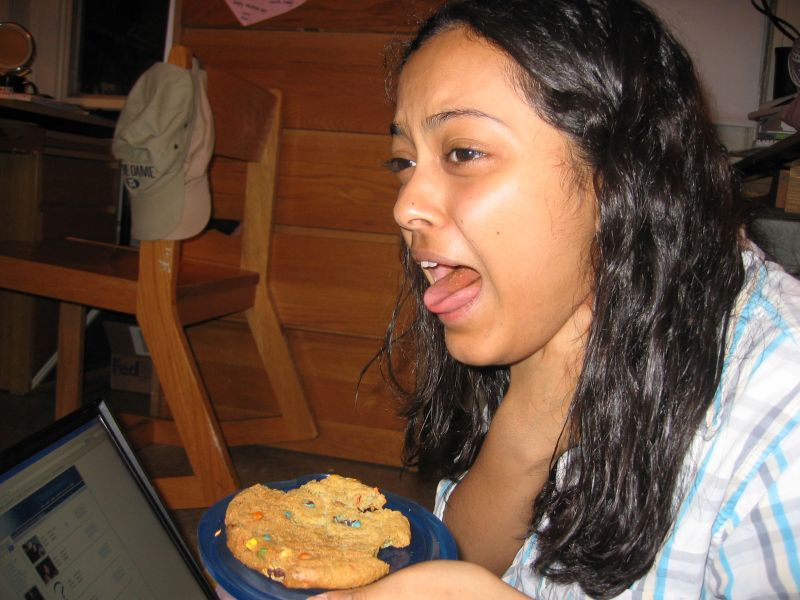
Mulher expressando nojo.

Nojo, ojeriza ou asco é uma emoção geralmente notada através de expressão facial e tipicamente associada com coisas que são percebidas como sujas, incomestíveis ou infecciosas. Em The Expression of the Emotions in Man and Animals, Charles Darwin escreveu que o nojo se refere a algo revoltante. Primariamente em relação ao sentido do paladar, como realmente percebido ou vividamente imaginado; e secundariamente com relação a qualquer coisa que provoque sentimento similar, através dos sentidos do olfato, tato e mesmo pela simples visão. O nojo é uma das emoções básicas da teoria das emoções de Robert Plutchik. Envolve uma expressão facial característica, uma das seis expressões faciais de emoção de Paul Ekman. Está também associado a uma queda nos batimentos cardíacos, em contraste, por exemplo, com medo ou raiva.
O nojo pode ser dividido ainda em nojo físico, associado com impureza física ou moral, e nojo moral, um sentimento similar relacionado a tomadas de decisão.

## Origens e desenvolvimento
Pensa-se que o nojo tenha suas origens (e seja idêntico em certos casos) a reações instintivas que evoluíram como parte da seleção natural para comportamentos que ajudavam na proteção contra envenenamento alimentar, exposição ao risco ou infecção.
Como outras pulsões humanas instintivas, o nojo possui um aspecto instintivo e outro socialmente construído. O psicólogo Paul Rozin estudou o desenvolvimento de sentimentos de nojo em crianças.
Jonathan Haidt é um pesquisador cujo trabalho envolve explorar o relacionamento entre vários conceitos tradicionais de moralidade. Sua teoria de intuição moral busca explicar as reações aparentemente pré-racionais e viscerais às violações de ordem moral.
O nojo provavelmente se origina no cérebro, na chamada Amígdala, que integra o Sistema límbico, onde também são processadas outras emoções. A ativação dessa área durante reações de nojo foi demonstrada em estudos. Embora a capacidade de sentir nojo seja inata, os sentimentos de nojo são adquiridos ao longo dos primeiros anos de vida por meio da Socialização. Crianças pequenas, por exemplo, não demonstram nojo em relação a substâncias, objetos ou odores – elas inclusive colocam fezes, insetos ou minhocas na boca. Há ainda menção de que recém-nascidos, ao contrair a face diante de um gosto amargo, reagem; contudo, a maioria dos cientistas interpreta isso não como uma reação de nojo, mas como uma aversão inata ao sabor, tal como a preferência pelo doce. Quanto a odores que adultos consideram repulsivos – como os de fezes ou suor – crianças pequenas, até cerca de três anos, não reagem.

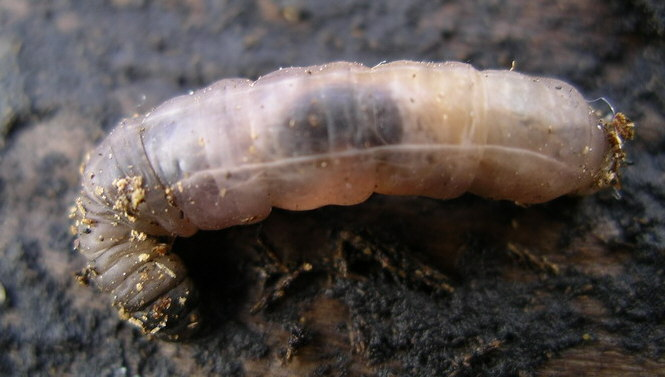
Larva

Uma linha de pesquisa propõe que a capacidade humana para sentir nojo esteja geneticamente determinada, enquanto os objetos que a provocam são definidos e variáveis de acordo com a cultura. Como a reação de nojo não é um instinto inato, ela é aprendida durante a socialização, tendo como modelo principalmente os pais, e é influenciada culturalmente. O princípio seria: “Sinta nojo daquilo que, na sociedade em que vives, é considerado repulsivo!”  Do ponto de vista evolutivo, isso é especialmente sensato no que diz respeito à alimentação, já que a oferta de alimentos não é idêntica em todos os ambientes e tem mudado constantemente ao longo da evolução. Globalmente, produtos de origem animal aparentam ter o maior potencial repulsivo, em contraste com plantas e objetos inanimados.
Em todo o mundo, há uma expressão facial típica para demonstrar nojo: o nariz é franzido, o lábio superior elevado e os cantos da boca voltados para baixo; em casos intensos, a língua é levemente projetada para fora. Fisiologicamente, frequentemente ocorre um reflexo de vômito, fluxo salivar e náusea com vontade de vomitar, e, em casos extremos, queda acentuada da pressão arterial e desmaio. A sensibilidade ao nojo varia individualmente. É possível reprimir ou superar o nojo – fato importante, por exemplo, em profissões médicas ou em serviços funerários –, embora existam grandes diferenças individuais.
Ainda não está claramente estabelecido qual a finalidade evolutiva da capacidade de sentir nojo. Alguns cientistas, como Paul Rozin, defendem que a reação de defesa contra substâncias impróprias para o consumo seria a origem dessa emoção. A psicóloga Anne Schienle supõe, ainda, que o nojo se desenvolveu em conexão com o reflexo de vômito, que serve para prevenir a ingestão de alimentos impróprios ou prejudiciais à saúde. Segundo essa teoria, os sentimentos de nojo teriam sido, posteriormente, estendidos – como mecanismo de proteção – a substâncias como produtos corporais e odores.
Globalmente, o que é mais frequentemente considerado repulsivo são cadáveres, feridas abertas, produtos corporais como fezes, urina ou pus, o odor de alimentos deteriorados e determinados animais, como vermes ou piolhos, bem como estágios de desenvolvimento como larvas. Entretanto, a intensidade dos sentimentos de nojo em relação a esses itens varia entre culturas e, segundo estudiosos culturais, na Europa, no passado, era significativamente menor do que atualmente.
Experimentos científicos comprovam que as associações desempenham um papel crucial no surgimento dos sentimentos de nojo. Em diversos estudos, muitos participantes recusaram-se a consumir uma sopa que havia sido mexida com um pente novíssimo. Suco de laranja servido em uma nova garrafa estéril de urina também provocou nojo. Da mesma forma, um pudim de chocolate apresentado com aparência de fezes de cachorro fez com que muitos se recusassem a comê-lo, mesmo sabendo que se tratava de pudim. Ficou demonstrado que tais sentimentos não eram desencadeados pela qualidade dos alimentos, mas sim pelas associações negativas com os objetos em questão.
Segundo a maioria dos pesquisadores, reações genuínas de nojo não são observadas em animais, embora estes reajam de forma evidente a sabores desagradáveis e possam, como os humanos, vomitar substâncias impróprias através de um reflexo. Assim como muitos humanos, a náusea após o consumo de um alimento pode levar ao desenvolvimento de uma repulsa duradoura por esse alimento. Um efeito semelhante foi observado em um experimento com lobos e coiotes alimentados com carne de ovelha preparada, que provocou intensa náusea; posteriormente, ao avistarem ovelhas, esses animais fugiam ou demonstravam comportamento típico de submissão. Alguns pesquisadores interpretam esse comportamento acentuado de evitação como nojo, enquanto outros o entendem como um condicionamento decorrente da aversão ao sabor estabelecido experimentalmente.

## Nojo e vergonha
Martha Nussbaum, importante filósofa estadunidense, escreveu o livro intitulado Hiding From Humanity: Disgust, Shame, and the Law, o qual examina o relacionamento entre nojo e vergonha face às leis da sociedade.
Um estudo recente descobriu que mulheres e crianças são mais sensíveis ao nojo do que homens. Pesquisadores tentaram explicar a descoberta em termos evolucionários. Enquanto alguns acham sábio aderir aos sentimentos de nojo de outrem, outros afirmam que reações de nojo são freqüentemente construídas sobre preconceitos que deveriam ser desafiados e reprovados.

## Estrutura cerebral
Experimentos realizados com ressonância magnética revelaram que a insula anterior no cérebro torna-se particularmente a(c)tiva quando sentimos nojo, quando somos expostos a gostos ofensivos e quando vemos expressões faciais de nojo.

## Doença de Huntington
Muitos pacientes que sofrem da doença de Huntington, uma moléstia neurodegenerativa progressiva transmitida hereditariamente, são incapazes de reconhecer expressões de nojo em outrem e também não demonstram reações de nojo a odores e sabores revoltantes. A incapacidade de reconhecer o nojo em outrem surge em portadores do gene Huntington antes que outros sintomas se manifestem.

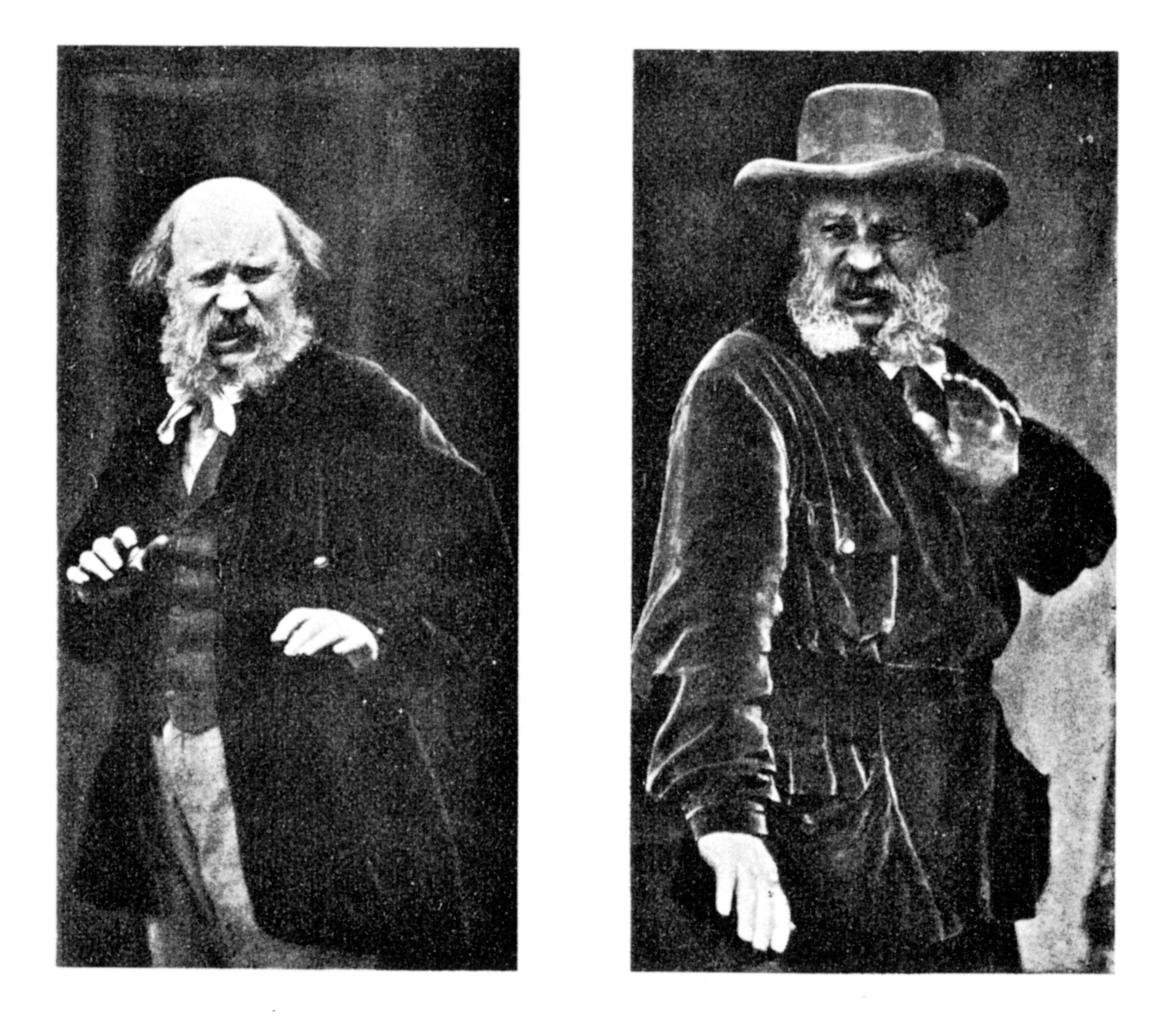
Exemplos de mímica de nojo. Imagens extraídas do livro A Expressão das Emoções no Homem e nos Animais de Charles Darwin

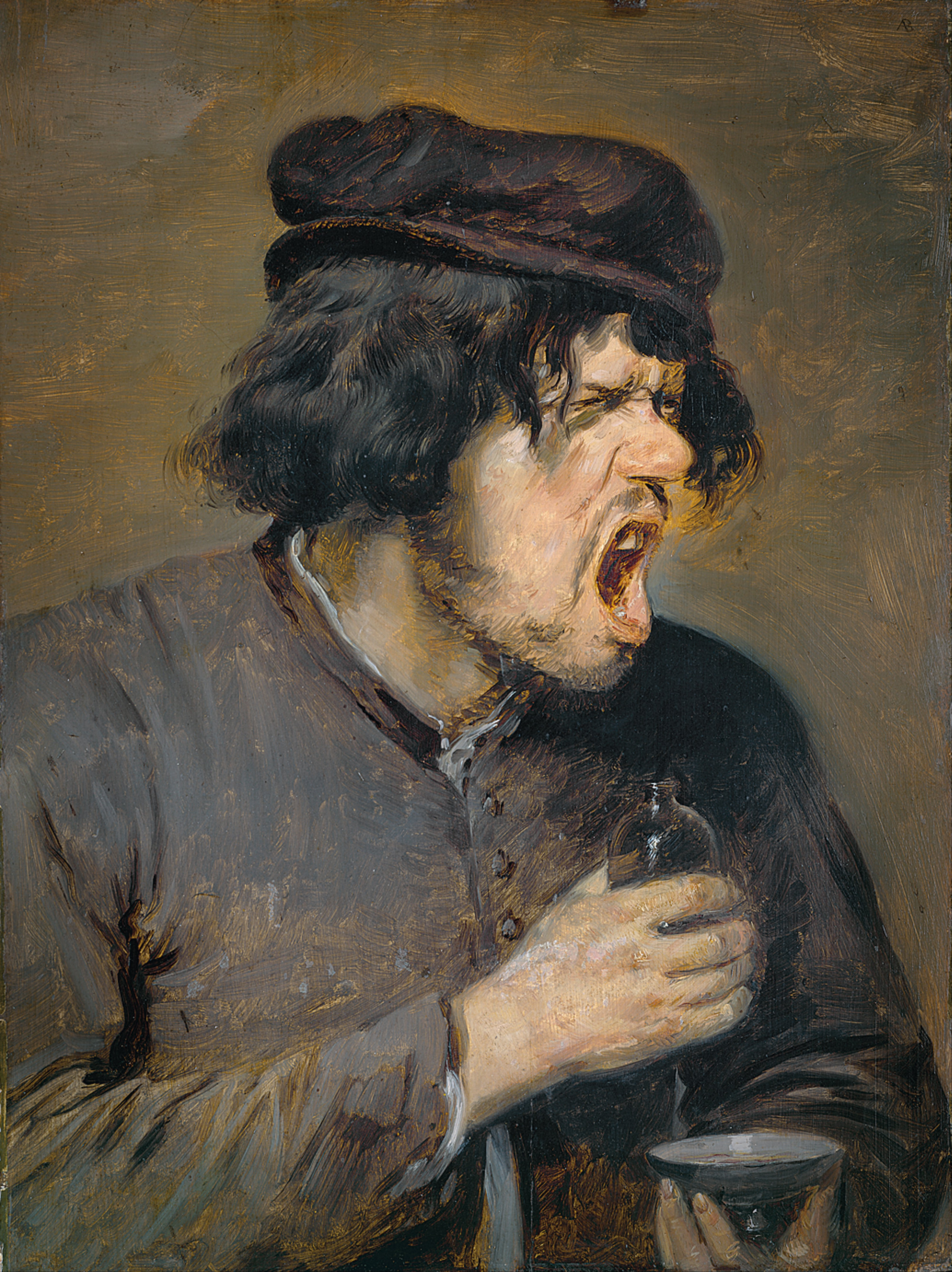
Adriaen Brouwer: O Trago Amargo, por volta de 1636–1638

Nojo e repulsa são designações para a Emoção de uma forte Aversão associada a um sentimento de desgosto. Ao contrário de outras formas menos intensas de rejeição, o nojo manifesta-se também por meio de reações corporais intensas, como Náusea e vontade de vomitar, Suor, queda da Pressão arterial até mesmo à Síncope. Cientificamente, o nojo não é considerado apenas um Afeto, mas também um Instinto. A reação instintiva a determinados Odores (originalmente apresentada como cheiros), sabores e aparências é inata. Contudo, sentimentos adicionais de nojo também são adquiridos durante a Socialização. O nojo serve à Prevenção de doenças. Os Tabus alimentares também são mantidos, pois alimentos potencialmente tabus desencadeiam sentimentos de nojo adquiridos.
De acordo com Lothar Penning, que em 1984 estudou aspectos socioculturais do nojo, este foi definido como um mecanismo social “que, condicionado culturalmente e transmitido pedagógica e afetivamente, utiliza o reflexo primitivo de vômito para proteger a identidade social básica adquirida de forma pré-racional.” 
O nojo também desempenha um papel em algumas Fobia, embora a característica essencial de uma fobia seja o Medo, não o nojo. A sensibilidade extrema ao nojo é denominada na psicologia como Idiossincrasia. Na Doença de Huntington, por sua vez, os afetados não sentem nojo algum e não conseguem identificar a expressão facial correspondente em outros.

## Teorias

### Charles Darwin
As primeiras afirmações científicas sobre o nojo provêm de Charles Darwin como parte de sua obra A Expressão das Emoções no Homem e nos Animais (1872). Sua definição foi: “[…] something revolting, primarily in relation to the sense of taste, as actually perceived or vividly imagined; and secondarily to anything which causes a similar feeling, through the sense of smell, touch and even of eyesight” (“algo repugnante, primariamente em relação ao sentido do gosto, conforme efetivamente percebido ou vividamente imaginado; e secundariamente a tudo que provoca um sentimento semelhante por meio do olfato, tato e até mesmo da visão”). Foi o primeiro a descrever a mímica universal característica do nojo. Presumiu que a reação de nojo é um instinto inato, já presente em bebês, os quais reagem a estímulos gustativos desagradáveis com essa mímica. Darwin via o nojo como uma evolução do reflexo de vômito; a expressão facial típica seria um resquício desse mecanismo, servindo para alertar outros quanto a alimentos impróprios para o consumo.

### Sigmund Freud
Sigmund Freud interpreta o nojo como um mecanismo de defesa, um sintoma tipicamente neurótico da repressão de impulsos arcaicos e resultado da educação, sobretudo da “educação à higiene” na infância. Ele identifica uma ambivalência entre nojo e prazer, já que o objeto repulsivo, sem ser reprimido, poderia proporcionar sensação de prazer. Essa emoção, segundo Freud, estaria a serviço do Eu e do Supereu. Aquele prazer original – por exemplo, a relação positiva com as próprias fezes – só se manifesta em adultos em casos de Perversão, quando os sentimentos de prazer acabam por suplantar o nojo. Freud considerava o olfato como o principal desencadeador dos sentimentos de nojo; suas observações a esse respeito restringem-se à temática da Sexualidade e das excreções corporais.

### Aurel Kolnai
Em 1929, Aurel Kolnai publicou um extenso ensaio intitulado O Nojo, no Anuário de Filosofia e Pesquisa Fenomenológica. Para ele, trata-se de uma reação de defesa direcionada principalmente contra o orgânico, mas que também possui uma dimensão moral. Kolnai designa o nojo como uma sensação ambivalente, já que os objetos que o provocam não apenas causam repulsa, mas também capturam a atenção. Segundo Kolnai, “Nojo é mais do que um desagrado acentuado, mas menos e de forma diversa do ódio; o nojo […] é uma reação corporal mais primária que todas as outras formas de defesa e repulsa; por isso, o nojo é algo diferente da desprezo moral e quase o oposto do medo. […] No nojo não se percebe uma ameaça, apenas um incômodo insuportável […]”.
Para Kolnai, o nojo relacionado à alimentação tem um papel secundário, atribuindo maior importância ao olfato, à expressão facial e ao tato do que ao gosto. Ele utiliza o termo “nojo de excesso” para descrever a reação ao consumo exagerado de comida e bebida, bem como à Ociosidade. Considera como objeto primordial do nojo todas as formas de Putrefação e decomposição, e, portanto, as excreções são repulsivas. As reações de nojo diante de Insetos explicam-se pelo impacto visual da infestação e por associações negativas, como a de astúcia e malícia. Além disso, a vegetação que cresce de forma descontrolada também pode desencadear nojo. Kolnai ainda enumera diversos comportamentos considerados imorais, que ele associa ao nojo. Seus escritos não são neutros nem cientificamente objetivos – Penning ressalta que Kolnai escrevia a partir da perspectiva de um católico conservador por volta de 1930.
Salvador Dalí ficou impressionado com O Nojo de Kolnai. Em um ensaio publicado em 1932 na revista This Quarter, o pintor recomendou enfaticamente o texto aos outros surrealistas, destacando seu método analítico como exemplar. “Traces of the images, examples, and observations” de Kolnai podem ser encontradas em muitas pinturas de Dalí, inclusive no filme Un chien andalou. Em sua resenha, publicada em 2007 no livro Nojo, Ódio, Orgulho: Sobre a Fenomenologia dos Sentimentos Hostis, Susanne Mack aponta que “o nojo, segundo Kolnai, é causado por uma aversão fundamental – ou seja, pelo medo do ser humano da morte, da putrefação e dos processos de decomposição, essencialmente do eventual apodrecimento do próprio corpo.” 

### Julia Kristeva
A psicóloga e teórica literária francesa Julia Kristeva cunhou, em 1980, em seu livro Pouvoirs de l'horreur. Essai sur l'abjection, o termo “abjeção” (rejeição) – ou “abjeto” – em relação ao fenômeno do nojo, referindo-se não tanto aos objetos que o provocam, mas à relação que o indivíduo estabelece com eles e à sua estratégia de enfrentamento. Para ela, não são as aranhas que são abjetas, mas o medo delas. Segundo Kristeva, o abjeto e, consequentemente, o nojo, confrontam o eu com seus limites e medos, desempenhando assim uma função crucial ao possibilitar a distinção entre “o eu” e “o outro”. Ela considera a abjeção como parte do processo de separação da mãe, associando substâncias pegajosas, viscosas e difusas ao maternal. Exclusão e tabus são, para Kristeva, fenômenos da abjeção que servem para manter determinados limites, regras ou sistemas. Quando não é possível excluir algo completamente, todas as culturas possuem rituais de purificação com o objetivo de alcançar a catarse – função que também é desempenhada pela arte.

### Paul Rozin
Desde a década de 1980, o psicólogo americano Paul Rozin tem se dedicado ao estudo do nojo; suas explicações fundamentam-se em teorias da Biologia Evolutiva e da Psicologia das Emoções. Rozin parte do pressuposto de que o nojo relacionado à alimentação é a origem evolucionária dessa emoção, denominando-o de “core disgust” (nojo fundamental). Ele propõe que esse sentimento evoluiu, abrangendo desde o nojo em relação a animais até alcançar o “nojo interpessoal” e o “nojo moral”. O fato de que náuseas e vontade de vomitar acompanham o nojo indica, segundo Rozin, que originalmente se tratava de um mecanismo de defesa puramente oral, destinado a proteger o corpo de alimentos inadequados.
Estudos de Rozin apontam uma correlação relativamente alta na sensibilidade ao nojo entre pais e filhos, corroborando – assim como Freud – a hipótese de que a educação à higiene na primeira infância (“toilet training”) é uma das primeiras experiências na formação do nojo. Segundo Rozin, o nojo na sociedade moderna serve principalmente para reprimir nossa afinidade genética com os animais; comportamentos considerados “animais” em humanos são geralmente tidos como repulsivos, e essa definição teria se desenvolvido ao longo da civilização. Essa avaliação estende-se a comportamentos classificados como imorais, conferindo ao nojo também uma função social, na medida em que serve para diferenciar grupos sociais e culturais. “[…] disgust is in many respects the emotion of civilization”  A tese central de Rozin é: “A mechanism for avoiding harm to the body became a mechanism for avoiding harm to the soul. The elicitors of disgust may have expanded to the point that they have in common only the fact that decent people want nothing to do with them. At this level, disgust becomes a moral emotion and a powerful form of negative socialization.” 

### Paul Ekman
Paul Ekman entende a expressão das emoções, seguindo Darwin, como parte de programas afetivos – mecanismos de reação complexos, inconscientes, básicos, universais e transculturais, que se manifestam através de padrões típicos de expressões faciais. Ele distingue sete tipos fundamentais: alegria, tristeza, desprezo, medo, raiva, surpresa e, evidentemente, nojo.
Tipos fundamentais semelhantes continuam a ser adotados por diversos filósofos e psicólogos das emoções. Entretanto, o nojo é frequentemente excluído do grupo das emoções “reais”, sendo tratado como um sentimento à parte, justamente por parecer ser uma reação corporal primitiva e não uma atitude cognitiva.

### Richard Lazarus
Richard Lazarus concebe as emoções de forma diferente de William James e Carl Lange, os quais as entendiam como alterações corporais – para Lazarus, elas incluem também atitudes cognitivas em relação a objetos e eventos, consistindo assim na avaliação da relação com o ambiente. Para isso, ele diferencia seis dimensões: relação com os próprios objetivos, conformidade ou desvio desses objetivos, consideração de atitudes específicas relativas ao eu, atribuição de responsabilidade, avaliação da competência reativa própria e expectativas futuras relacionadas à possibilidade de alcançar a conformidade com os objetivos. Nesse contexto, ele explica o nojo como relacionado a um objeto indigerível ou, em sentido figurado, a uma ideia ou concepção igualmente indigerível, que é assimilada ou considerada excessivamente próxima.
O debate filosófico contemporâneo sobre as emoções ainda gira em torno da questão de como ponderar os aspectos corporais versus os cognitivos – frequentemente distinguindo-se entre sentimentos e emoções, destacando apenas certos tipos como categorias específicas – com abordagens compatibilistas que procuram conciliar ambos os aspectos, as quais são tanto defendidas quanto criticadas.

### Martha C. Nussbaum
Martha Nussbaum observa que, especialmente desde a década de 1990, sentimentos de nojo têm sido recorrentes em discussões jurídicas, semelhantemente às primeiras leis americanas relativas à homossexualidade, que se fundamentavam no nojo perante a “pecaminosidade antinatural”. (Também Paul Rozin define o nojo como direcionado a ações “contra a natureza”.)  No contexto jurídico, segundo a tese da moral-psicologia de Nussbaum, o nojo é uma reação cognitiva irracional: os indivíduos percebem sua imperfeição física (sua “animalidade”) ao projetá-la como um temor de “contaminação”. Isso historicamente levou à opressão de grupos sociais (principalmente mulheres, judeus e homossexuais).

### Pesquisas atuais
A investigação científica sobre o fenômeno do nojo ainda está em curso. No cérebro, o nojo está localizado no Sistema límbico. Durante sentimentos de nojo e medo, ativam-se a amígdala e o córtex orbitofrontal – resultados obtidos por meio da fMRI. A amígdala, com base em experiências anteriores, decide se um estímulo deve ser considerado prejudicial ao organismo, e essa avaliação pode ser modificada por novas experiências. Quando as regiões cerebrais correspondentes são estimuladas durante uma cirurgia, surgem reflexos de vômito e arcadas, como ocorre com o nojo real. A ativação dessas áreas somente pela observação de pessoas demonstrando nojo também foi comprovada experimentalmente.
Em 2004, pesquisadores da London School of Hygiene and Tropical Medicine, sob a liderança de Val Curtis, publicaram os resultados de um estudo sobre os desencadeadores universais do nojo, concluindo que o nojo não é aprendido, mas geneticamente determinado. A característica comum da maioria das substâncias ou objetos considerados repulsivos é sua associação com doenças e Infecção, como fezes, pus ou cadáveres. Assim, a função biológica do nojo consiste em proteger contra doenças e a morte. Curtis propõe, ainda, que não é possível desenvolver nojo em relação a qualquer objeto – por exemplo, balas ou laranjas – e, em contraste com os estudiosos culturais, defende que expressões de nojo, como “eca”, figuram entre as primeiras palavras do ser humano. A pesquisa foi realizada exclusivamente com base em fotos exibidas em um site, as quais deveriam ser avaliadas quanto à sua repulsa. A correspondência entre as respostas e as expressões faciais e reações corporais não pôde ser verificada.
Também em 2004, a Universidade de Arkansas publicou estudos indicando que existem duas causas essenciais para o nojo: o medo da sujeira e das doenças, e o medo da morte e de lesões. Assim, os sentimentos de nojo protegem, por um lado, fisicamente contra alimentos deteriorados e riscos infecciosos, e, por outro, psicologicamente, ao evitar a lembrança da mortalidade humana. Investigações recentes em Neurobiologia apontam, ainda, que experiências de injustiça e deslealdade podem provocar reações de nojo.
Estudos comprovaram uma relação entre surtos de Herpes labialis e nojo antecedente. Pesquisadores da Universidade de Trier demonstraram, em 2004, que a visualização de imagens potencialmente repulsivas por pessoas sensíveis ao nojo pode enfraquecer o Sistema Imune celular, desencadeando surtos de Herpes simplex. Além disso, em casos de forte nojo, o hormônio do estresse, Cortisol, é liberado, o que também compromete a defesa imune celular.
A psicóloga alemã Anne Schienle avaliou, em 2003, por meio de questionário, a sensibilidade ao nojo de 85 estudantes universitárias, correlacionando-a com a propensão a Transtorno Alimentar. Segundo seus achados, mulheres com sinais de transtornos alimentares apresentam sensibilidade significativamente maior ao nojo, especialmente na avaliação de excreções e alimentos deteriorados – essa predisposição já estaria presente antes do surgimento do transtorno.
Um experimento conduzido na Universidade de Groningen, publicado em 2012, demonstrou que a excitação sexual leva a uma redução temporária na sensibilidade ao nojo.
Estudos empíricos demonstraram uma relação entre o nojo e o medo da morte. Quando as pessoas são lembradas de sua mortalidade, reagem com maior sensibilidade aos estímulos de nojo e preferem diferenciar a natureza humana da animal. Reciprocamente, o contato com desencadeadores do nojo aumenta pensamentos sobre a morte. Pessoas mais sensíveis ao nojo reagem de forma mais extrema a estímulos associados à morte e esforçam-se mais para evitar pensamentos mortais.

## Nojo e escolha alimentar
Enquanto preferências e aversões gustativas já estão presentes em recém-nascidos – que preferem o doce e rejeitam o amargo –, as reações de nojo são aprendidas ao longo da infância, sendo, portanto, um produto da Socialização e educação. Como evidência de que o nojo é aprendido, há uma meta-estudo envolvendo 50 casos de Crianças-lobo, crianças que cresceram fora de uma comunidade humana. Embora todas apresentassem preferências e aversões alimentares, nenhuma demonstrou reações de nojo.

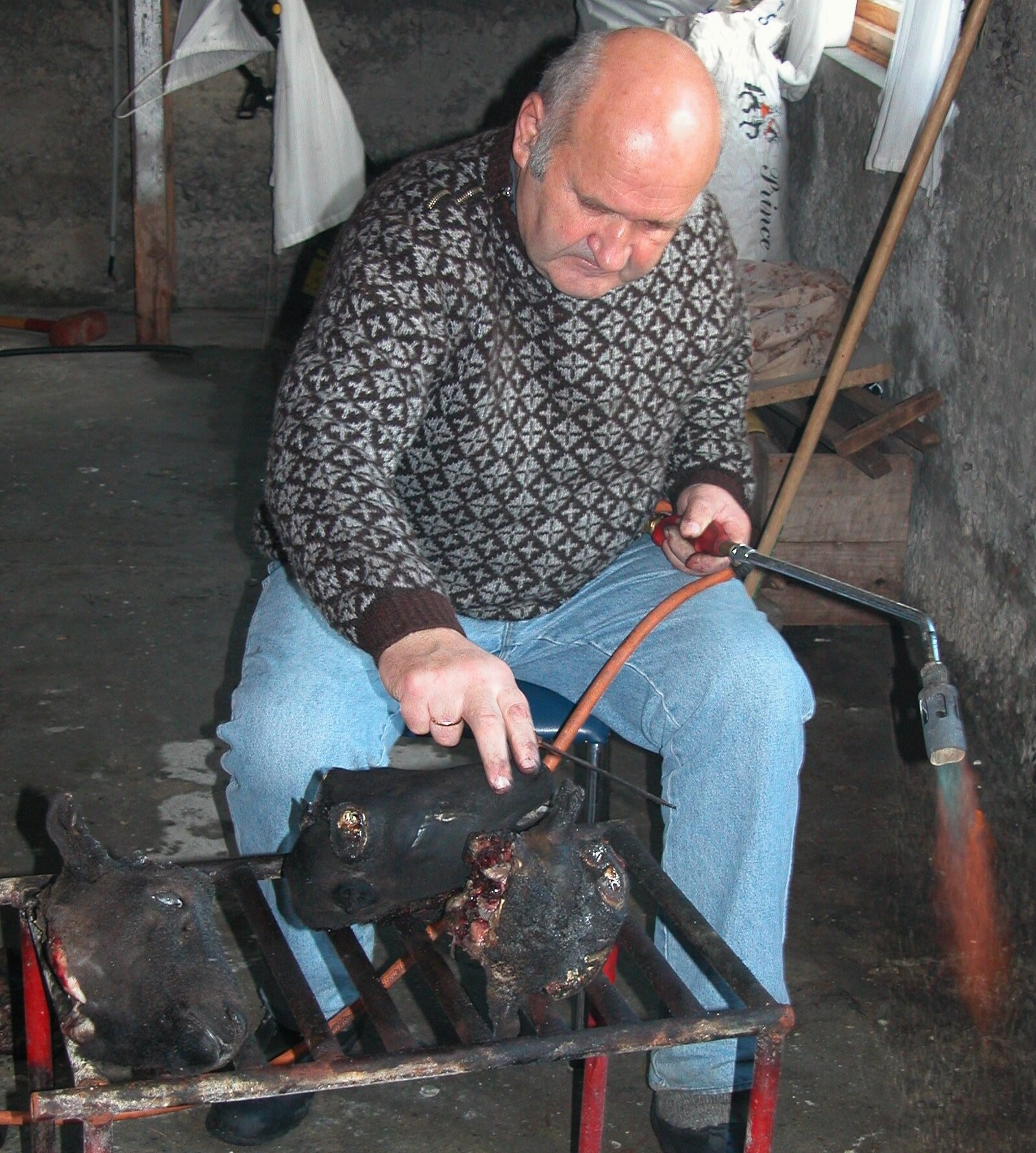
Cabeças de ovelha carbonizadas são uma iguaria nas Ilhas Faroe

Diferenciar o nojo da avaliação de uma possível comida é uma aversão baseada em uma experiência concreta com o alimento, geralmente relacionada ao sabor ou ao odor. Contudo, os limites são fluidos, pois aversões intensas podem desencadear reações de nojo como náusea e vontade de vomitar. Se, após uma refeição, a náusea surgir pouco tempo depois, o indivíduo geralmente desenvolve nojo por aquele alimento – mesmo que a náusea tenha outra causa. Esse efeito resulta do Condicionamento clássico, no qual o alimento associa-se à experiência negativa, passando a funcionar como um estímulo condicionado para a náusea. Esse mecanismo foi descrito pelo psicólogo Martin Seligman como a “síndrome do molho béarnaise”. Ele mesmo vomitou pouco tempo após consumir um filé com Sauce béarnaise, e, embora soubesse que a causa fora uma gastroenterite, desenvolveu um nojo duradouro pelo molho, mas não pela carne. “O sabor de um alimento que, durante metade da vida, foi consumido sem consequências desagradáveis, parece ser bastante imune à aversão aprendida.”  Do ponto de vista evolutivo, isso faz sentido se considerarmos que o nojo serve para evitar o consumo de substâncias tóxicas – algo que, se se mostrou inofensivo no passado, não precisa ser evitado.
Paul Rozin considera o “pensamento mágico”, expresso na frase “Você é o que você come”, como uma causa essencial para a rejeição de certos alimentos. Em um estudo realizado em 1987 com estudantes universitários, os participantes atribuíam às pessoas características dos supostos animais consumidos. Nesse sentido, alguns vegetarianos argumentam que carnívoros são, em geral, mais agressivos do que aqueles que se alimentam de vegetais. Segundo Rozin, a moralização dos hábitos alimentares também promove sentimentos de nojo, como evidenciado pela distinta reação entre vegetarianos por motivos morais ou emocionais e aqueles motivados por questões de saúde; efeito semelhante observa-se na rejeição moral do tabagismo e reações de nojo a fumantes e resíduos de cigarro. Tal efeito pode ser desejado – como no caso dos alimentos considerados Aphrodisiaka – mas também indesejado se um alimento for considerado contaminado ou “ruim”. No contexto da escolha alimentar, aplicam-se, segundo Rozin, a “lei da contaminação” e a “lei da similaridade”: “Um objeto repulsivo contamina tudo o que toca, não importa o quão breve seja o contato […] Por trás da recusa de ingerir uma bebida mexida com um mata-moscas ou na qual uma barata isenta de germes foi mergulhada, está a intuição de que partículas contaminantes invisíveis entraram. […] Outros, como uma fezes de cachorro de chocolate, são considerados impuros apenas por semelhança.” 
Crianças pequenas aprendem, por meio de modelos, o que é comestível e o que não é; até aproximadamente os dois anos de idade, elas consideram tudo como alimento e não demonstram nojo. Posteriormente, preferem alimentos já conhecidos ou semelhantes aos familiares, e reações de nojo começam a se manifestar entre quatro e oito anos – previamente, rejeitam alimentos apenas pelo sabor, por experiências negativas (náusea) ou por advertências sobre seu risco à saúde.

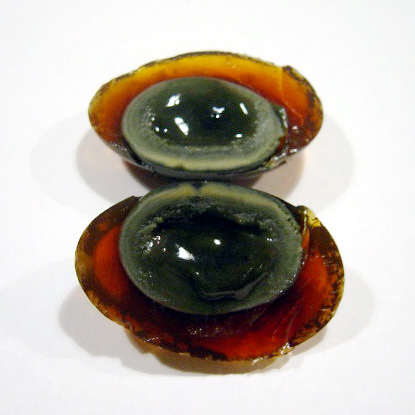
Um “ovo de cem anos”

“A cultura alimentar define para cada indivíduo um conjunto amplo no qual as preferências gustativas podem se desenvolver. Transgressões desse conjunto são socialmente sancionadas (por exemplo, ‘isso não se come!’). Após a socialização, esse padrão torna-se internalizado a ponto de, mesmo em casos de transgressões não intencionais – como quando alguém descobre que acabou de consumir carne de cachorro – provocar nojo e desconforto.”  Especialmente na alimentação, o Etnocentrismo desempenha um papel importante: a própria cultura alimentar é considerada “correta”, enquanto as divergentes são tidas como “erradas”. Os sentimentos de nojo também servem para evitar a transgressão de fronteiras culturais, o que poderia questionar o status de pertencimento a um grupo. Os Tabus alimentares constituem a forma mais potente de regras coletivas sobre alimentação – embora, na maioria das vezes, não sejam causados pelo nojo, mas o nojo resulte da tabuização.
Em muitas cozinhas nacionais ou regionais, pratos considerados “repulsivos” são apreciados como iguarias, embora nem toda a população do país ou região os consuma – alguns são apreciados sobretudo por homens. Dado que o odor de decomposição é universalmente considerado repulsivo, presume-se que o consumo de alimentos “podres” sempre demande uma superação. Alguns cientistas sugerem que pratos que, em geral, causam nojo e repulsa são consumidos para reafirmar a pertença ao próprio grupo e, simultaneamente, para se distinguir de outros. Por exemplo, os islandeses enfatizam, por meio de certos pratos, sua ascendência dos Vikings.
Vegetarianismo – a abstenção do consumo de carne – pode ter diversas motivações. Em uma pesquisa online realizada pela Universidade Friedrich-Schiller de Jena com 2517 participantes da Alemanha, Áustria e Suíça, o nojo por carne foi o nono motivo mais citado para o vegetarianismo. Apenas 11 % dos participantes apontaram a aversão ao sabor da carne como razão principal. Esses indivíduos foram categorizados pelos autores como “vegetarianos emocionais”. Segundo a análise, os vegetarianos morais e emocionais demonstram maior repulsa tanto ao consumir quanto ao preparar carne do que os vegetarianos motivados por questões de saúde. O mesmo foi observado na visualização de imagens de produtos cárneos.
A socióloga australiana Deborah Lupton, da Universidade de Sydney, explica o nojo em relação à carne da seguinte forma:

A carne provoca intensos sentimentos de repulsa e nojo por ter sua origem em animais vivos […] Como é produto da morte dos animais, a carne também está fortemente associada à decomposição e à contaminação.

## Nojo e odores
Alguns odores são considerados universalmente repulsivos por cientistas, sobretudo aqueles que se originam na decomposição de substâncias orgânicas e na putrefação. Excetuando-se a reação aos gases irritantes – como amônia e sulfeto de hidrogênio – existem, nesse campo, marcantes diferenças culturais. Um centro de pesquisa dos Estados Unidos, que desenvolve uma “bomba fedorenta” especial como arma contra aglomerações, identificou, em testes de laboratório com participantes de diversas culturas, apenas alguns odores potencialmente eficazes. O fedor deve ser tão repulsivo que provoca, nas pessoas, intensa náusea e pânico, levando-as à fuga. Até o momento, somente odores de fezes e de putrefação em estado extremamente intensificado têm se mostrado promissores.
Odores leves de decomposição podem, por outro lado, ser percebidos como agradáveis se estiverem associados a alimentos ou ao almíscar. A reação a um odor depende, sobretudo, do contexto e das experiências pessoais; a maioria dos pesquisadores defende que a avaliação dos odores é culturalmente adquirida. “[…] smell is in the nose of the smeller, but also in the culture of the smeller.”  Em testes laboratoriais com amostras de odor não identificadas, observaram-se reações diversas à mesma amostra: “Alguns participantes, sem saber o que estão cheirando, confundem o odor de vômito com queijo – queijo delicioso. Outros acham o cheiro de carne humana queimada horrível, enquanto alguns associam-no a um agradável churrasco.”  Isso indica que o nojo se origina na mente e não nas células olfativas.
Isso foi comprovado por um estudo da Universidade de Oxford (2005): doze participantes masculinos cheiraram uma amostra artificial, descrita uma vez como odor de queijo Cheddar e outra como odor corporal. O suposto cheiro de queijo foi avaliado como relativamente agradável, enquanto o odor corporal, como mais desagradável. Em outro experimento, os participantes identificaram odor de queijo mesmo quando uma amostra completamente inodora, anunciada como “queijo”, foi apresentada.

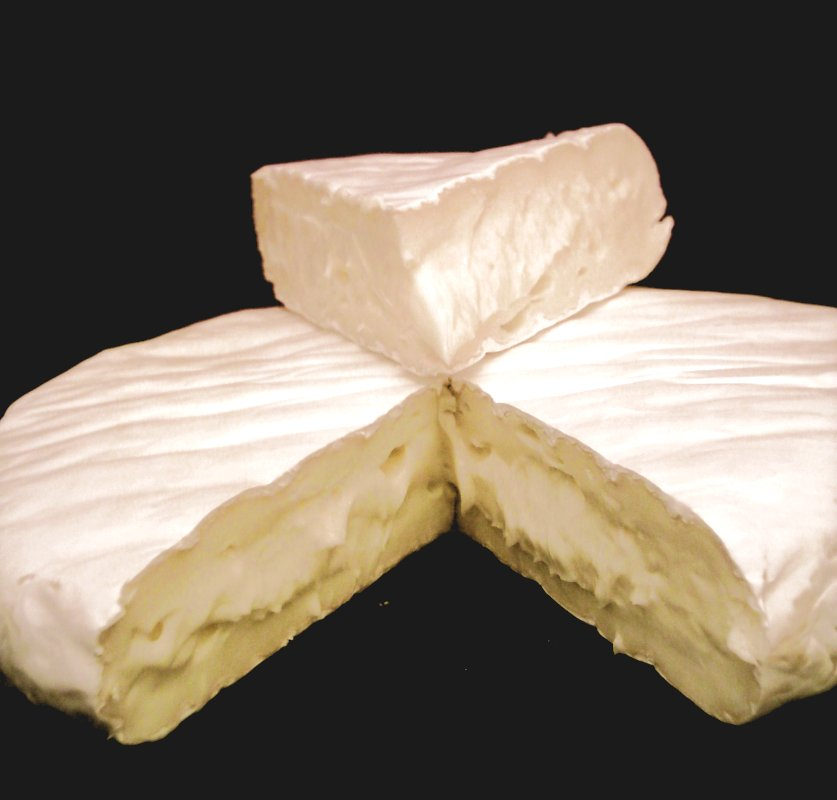
Camembert cortado

Em diferentes contextos culturais, o odor de certos alimentos fermentados ou mofados é considerado delicado, enquanto o mesmo cheiro, oriundo de outra fonte, é visto como repulsivo. “Um cheiro fétido pode, de fato, nos agradar – contanto que o associemos a um queijo maturado. Contudo, a simples lembrança de ‘pés de queijo’ pode destruir esse apreço.”  O autor Pierre Boisard propõe que o Camembert é consumido não apesar de seu odor forte, mas por causa dele; comer queijo excessivamente maturado permite que adultos, de forma socialmente aceita, apreciem um cheiro que, de outra forma, seria tabu se associado a excrementos.
Cheiros corporais perceptíveis de outrem são considerados repulsivos em nosso meio cultural – e, em casos extremos, extremamente desagradáveis –, sobretudo o odor do Suor, bem como o do hálito. O sociólogo Georg Simmel propôs que, ao cheirarmos a “atmosfera” de alguém, temos a percepção mais íntima dessa pessoa, como se ela penetrasse, de forma etérea, em nosso íntimo sensorial; e é evidente que, com maior sensibilidade a odores, isso leva à seleção e ao distanciamento. Simmel supõe que a percepção olfativa, de modo geral, diminui em sociedades modernas, enquanto os odores que ainda se percebem chamam maior atenção, especialmente os considerados desagradáveis.
Tanto odores corporais reais quanto supostos são utilizados para distinguir grupos sociais, nacionalidades ou culturas, reforçar Estereótipos negativos ou provocar Aversão. Em certas situações, atribuem-se maus odores tanto a determinados grupos de pessoas quanto a indivíduos de outras nações. “Pode-se supor que um odor desagradável, seja ele real ou atribuído, serve para justificar processos de desvalorização, exclusão e estigmatização.”  Durante a Guerra Franco-Alemã, a afirmação de que os alemães cheiravam mal fazia parte da propaganda francesa. Cronistas franceses relataram que, em 1870, após a capitulação de Metz, todos os habitantes seguraram o nariz quando os regimentos alemães marcharam. A propaganda afirmava que nem o odor ácido dos ingleses, nem o rançoso dos “negros” ou o adocicado dos asiáticos se comparavam, em repulsa, ao fedor dos alemães.
Para corroborar esse juízo olfativo, alguns médicos franceses redigiram tratados com aparência científica sobre a bromidrose geral da população alemã, a qual levaria a fortes odores corporais. Em 1915, um médico declarou que o “coeficiente urotóxico” da urina estava significativamente elevado entre os alemães e que, por conta da sobrecarga dos rins, a excreção ocorria também por outras regiões do corpo. Pode-se expressar isso dizendo que o alemão “urina pelos pés”.
Se ainda não está cientificamente esclarecido se diferentes Etnias possuem, de fato, odores corporais distintos, o odor mais perceptível é a substância presente no suor das axilas, a Androstenona. Atualmente, sabe-se com segurança que nem todas as etnias possuem o mesmo número de Glândula sudorípara. “Coreanos possuem quase nenhuma glândula sudorípara apócrina e, portanto, praticamente nenhum odor corporal; chineses têm poucas, japoneses mais, brancos ainda mais e negros, o máximo. Além disso, certos hábitos alimentares deixam suas marcas no suor […] Europeus e americanos eram considerados pelos japoneses como ‘bata‑kusai’, ‘cheiro de manteiga’ […].” A utilização de diferentes especiarias em várias culturas – por exemplo, o Alho – influencia objetivamente os odores corporais, mas também o contato constante com produtos de cheiro forte, como no caso dos pescadores. Por conseguinte, pode-se inferir a existência de marcadas diferenças interculturais.

## Nojo interpessoal
Os sentimentos de nojo podem ser direcionados a outras pessoas, frequentemente como reações a odores corporais, mas também a contatos físicos indesejados, especialmente com desconhecidos. Ademais, há também nojo e reações de repulsa em relação a objetos que foram utilizados por outrem. Assim, muitos se recusam a comer de um prato que foi usado anteriormente por outra pessoa, a vestir roupas de lojas de segunda mão ou a sentar em uma cadeira ainda aquecida na qual alguém já se havia sentado.
Rozin demonstrou, em um estudo, que a rejeição de roupas alheias está relacionada ao pensamento mágico – isto é, à ideia inconsciente de que tais peças carregam as propriedades de seus antigos proprietários. Estudantes americanos estavam mais dispostos a vestir um suéter limpo de um estranho saudável do que o de um homem doente, amputado ou de um assassino. Também foi fortemente rejeitada a ideia de usar uma peça de roupa de Adolf Hitler. A conclusão é que o nojo, em sociedades modernas, não tem somente a função de proteger o corpo de “contaminações”, mas também a de resguardar a psique.
Em algumas culturas, o nojo interpessoal desempenha um papel mais relevante do que o “nojo básico”; por exemplo, no Hinduísmo, que exige dos fiéis a estrita evitação de qualquer contato físico com membros de castas inferiores. O toque em um alimento por uma pessoa “impura” torna o alimento inteiro impuro.

## História cultural

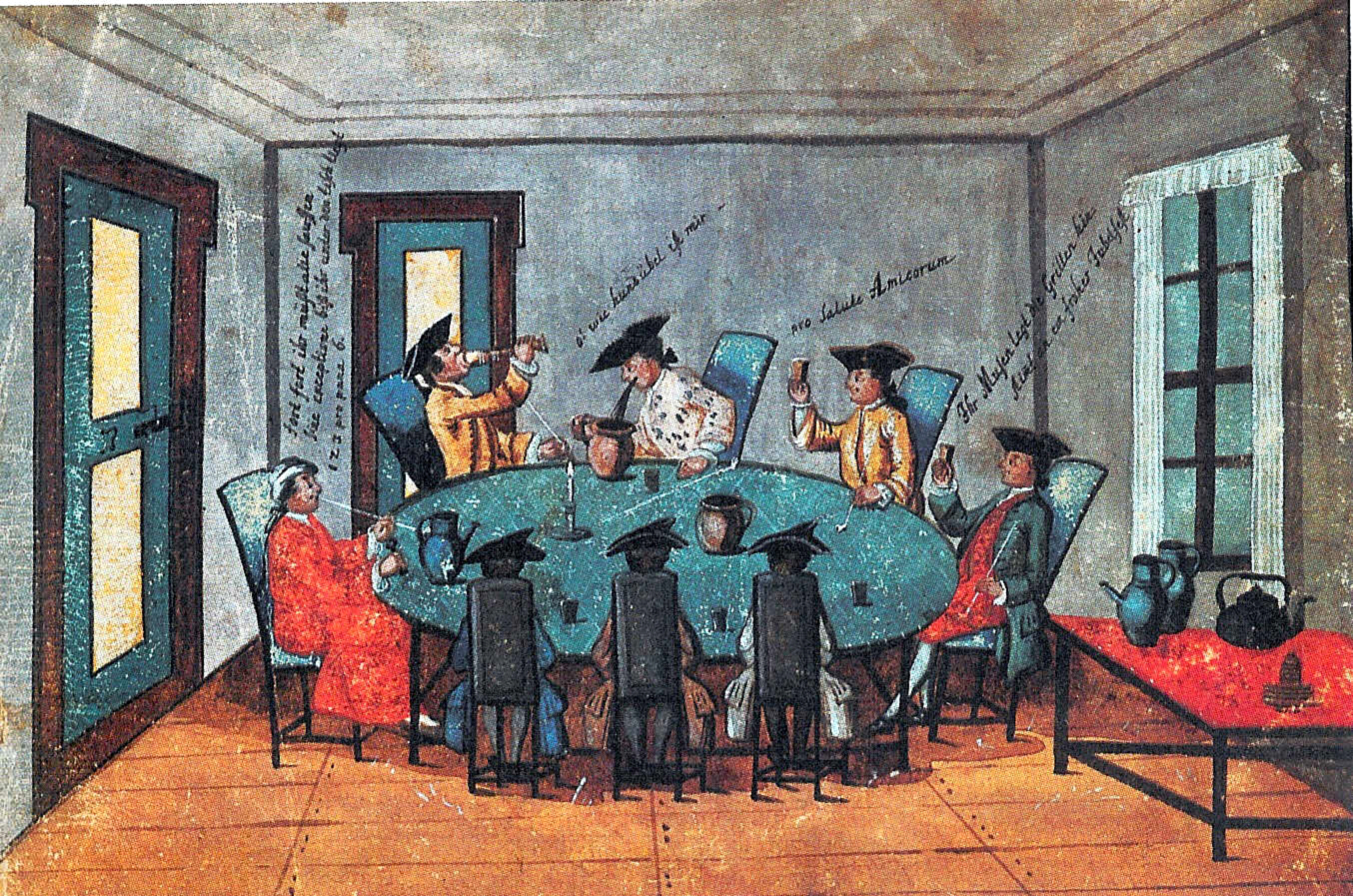
Estudantes bêbados por volta de 1750. Não era considerado ofensivo vomitar na presença de outros. O recipiente correspondente era utilizado de forma comunitária.

O nojo não é uma constante na história cultural, nem mesmo dentro de um mesmo espaço cultural. O sociólogo Norbert Elias demonstrou, em sua obra Sobre o Processo de Civilização, que as concepções europeias atuais de “comportamento decente” se desenvolveram desde a Idade Média ao longo dos séculos e que sua manifestação faz parte de um processo social no qual o controle das necessidades corporais se tornou cada vez mais importante. Esse processo teve origem na Nobreza e gradualmente se tornou um padrão social generalizado. Elias comprova, por meio de fontes – especialmente das boas maneiras à mesa – que os sentimentos de Vergonha e Embaraço aumentaram significativamente ao longo dos séculos, correspondendo a um acréscimo na sensibilidade ao nojo.

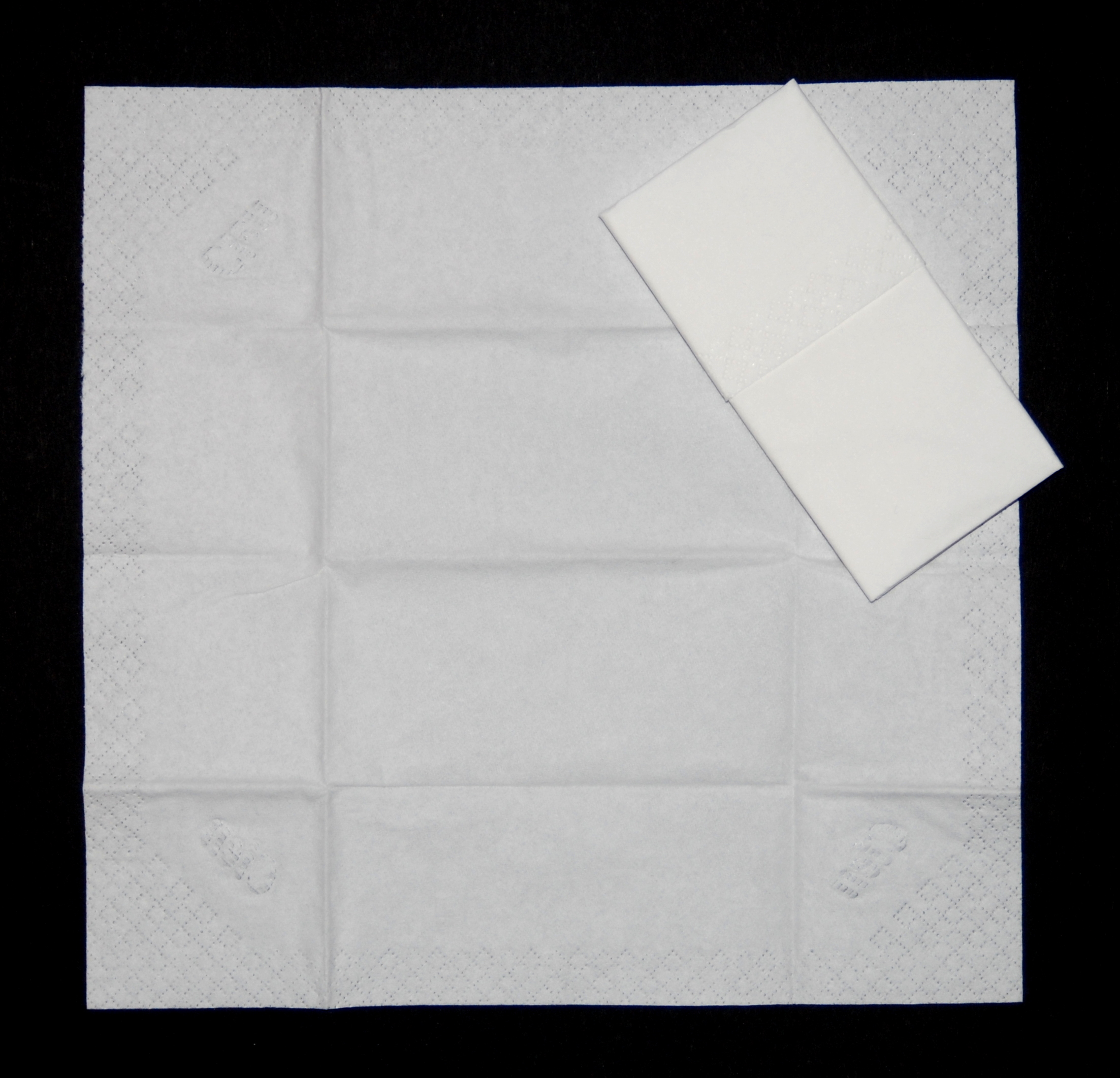
Lenços de bolso foram adotados pela nobreza apenas na era moderna; antes, era costume assoar o nariz com as mãos e depois limpá-las na roupa.

O uso de lenços de bolso pelo alto escalão só foi adotado na era moderna; anteriormente, era comum assoar o nariz com as mãos e, em seguida, limpá-las na roupa. Frequentemente, também se utilizava a toalha de mesa, que era exclusiva da nobreza, embora já no século XV isso fosse considerado indelicado. Durante as refeições, era costume assoar o nariz com a mão esquerda, pois a direita se usava para comer (o garfo só foi introduzido gradualmente no século XVI).
Em uma etiqueta à mesa medieval, dizia-se “Não cuspa sobre ou no prato” e “Não cuspa na bacia ao lavar as mãos”. Cuspir, em si, não era reprovado – nem mesmo na presença de outros ou durante as refeições –, sendo considerado adequado cuspir debaixo da mesa ou para trás. O ato regular de expelir a Saliva era, na verdade, considerado necessário. No século XVII, passou a ser inapropriado cuspir no chão na presença de pessoas de status superior; já no século XVIII, passou a ser exigido o uso de lenço de bolso e uma certa discrição. Nas residências das classes altas, eram comuns os recipientes para cuspir. No século XIX, um manual de boas maneiras em inglês afirmava: “Spitting is at all times a disgusting habit” (Cuspir é, a qualquer momento, um hábito repugnante).
Segundo Elias, as concepções de Higiene não estão relacionadas com a crescente tabuização do ato de cuspir, já que essa raramente é citada como justificativa. “Assim, os sentimentos de embaraço e nojo em relação à expetoração do saliva […] se intensificam muito antes que se tenha uma ideia clara sobre a transmissão de determinados agentes patogênicos pela saliva. […] A motivação fundamentada na consideração social precede há muito aquela oriunda dos esclarecimentos científico-naturais.” A sensibilidade em relação às excreções corporais de outrem aumentou notoriamente ao longo dos séculos. Em muitos países asiáticos, entretanto, cuspir em público ainda é costume e não provoca nojo.

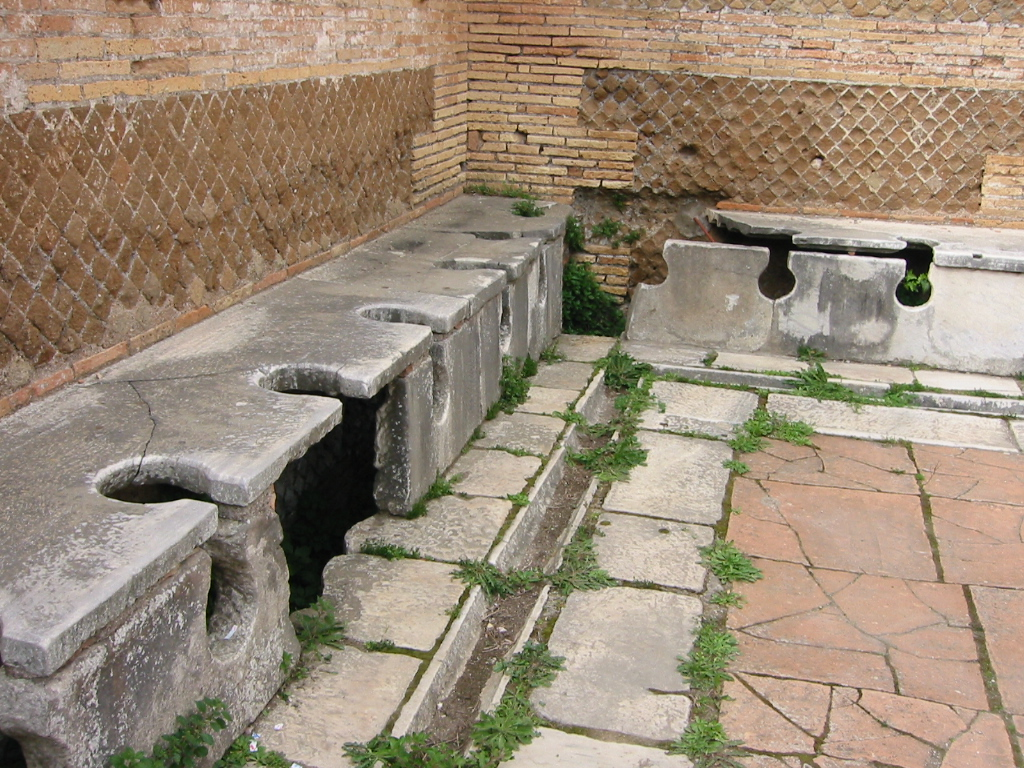
Toalete comunitária da Antiguidade em Ostia Antica

Outras excreções corporais também, por muito tempo, não foram consideradas repulsivas. Em todas as classes sociais, era comum realizar a necessidade fisiológica em público, conforme atestado por diversas fontes. Em um escrito de Erasmo de Rotterdam, consta: “Incivile est eum salutare, qui reddit urinam aut alvum exonerat […]” (é indelicado cumprimentar alguém que está urinando ou se aliviando). Regras surgidas no século XVI para suprimir a Flatulência foram consideradas inadequadas, pois não eram saudáveis. No início do século XVII, passou a ser esperado que a Defecação ocorresse sem testemunhas e de forma oculta – embora isso não se aplicasse a imperadores e reis, que, sentados no chamado Trono, concediam Audiências como sinal especial de favor.
Em 1729, um autor francês declarou:
„It is very uncivilized to allow the winds of one's body to escape, either upward or downward, even if it is done without making any noise, when in company […]“
(É muito incivilizado permitir que os ventos do corpo escapem na presença de outros).
Elias constata uma sensibilidade crescente no trato de todas as manifestações dos impulsos, sendo que as novas regras de conduta inicialmente cumpriam, sobretudo, a função de diferenciação social, distinguindo os que pertencem às classes superiores do “povo”.
De modo geral, a tolerância aos odores na Europa de antigamente era significativamente maior do que atualmente; durante muito tempo, os cheiros não receberam atenção especial. O historiador francês Alain Corbin descreve a situação em Paris na época de Rousseau:
„[…] a fezes se acumulam por toda parte – nas alamedas, aos pés dos obstáculos, nos charretes. Os esvaziadores de cloacas envenenam as ruas; para economizar o caminho até o Schindanger, simplesmente despejam os tonéis na sarjeta. […] Também os moinhos de vassouras e as curtidorias de couro contribuem para intensificar o fedor da urina. As fachadas das casas parisienses estão corroídas pela urina.“
O odor e o Fedor só passaram a ser discutidos publicamente a partir do século XVIII.
„From the middle of the 18th century until the end of the 19th century, a process – which Alain Corbin has called an 'olfactory revolution' – took hold, marking a fundamental change in the perception, evaluation, and interpretation of odors. Characteristic of this change was the growing collective sensitivity to odors of all kinds. Although the intensity and penetration of odors had not changed compared to earlier epochs, the threshold of tolerance dropped almost abruptly, and everything that had hitherto been considered normal – the odors of bodies, living spaces, and cities, the smell of feces and manure, stinking heaps of garbage, etc. – began to be perceived as unbearable.“

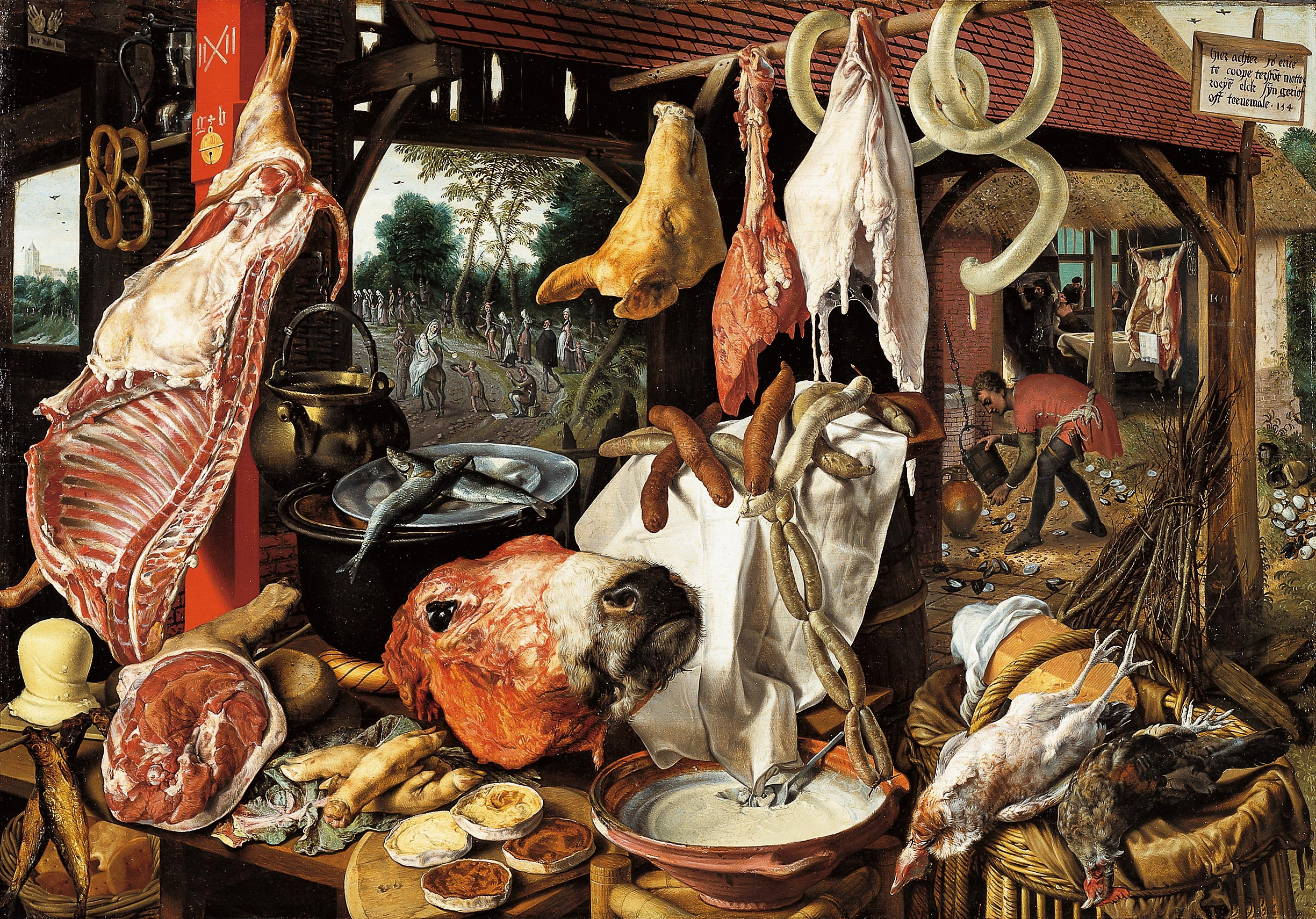
Representação de um açougue, pintura de Pieter Aertsen, século XVI.

## Nojo na literatura

### Antiguidade
A poesia latina da Antiguidade contém uma série de descrições repugnantes, muitas vezes no contexto de confrontos bélicos, embora não exista um termo latino que corresponda exatamente a essa emoção. Existem os termos *fastidium*, que significa “farto”, *taedium*, com a conotação de extremo tédio, e *nausea* para a náusea física.
Enquanto Virgílio evita, em grande parte, efeitos drásticos, eles aparecem em Ovídio, mas quase exclusivamente em sua obra Metamorfoses. Em uma batalha de Centauros (Kentauromachia), ele descreve com grande detalhe várias feridas e mutilações. “With Sêneca, the depiction of the gruesome in Roman poetry reaches its first climax.” Sêneca era um Estoico; suas descrições têm o objetivo de demonstrar a inabalabilidade de seus heróis, que também não se deixam dominar pelo nojo. Em suas Tragédias, o motivo recorrente é a lesão e a destruição do corpo humano. As cenas mais drásticas encontram-se em sua obra Thyestes, cujo ponto culminante é o sacrifício dos filhos de Atreu e a descrição de como eles são preparados como refeição.
“Nenhuma obra da literatura romana é tão rica em passagens macabras e repugnantes quanto a Pharsalia de Lukano. […] The historical epic of Lukano appears almost as a repository […] of Roman tradition of horror.” Nele, são descritas a Batalha de Farsalos e a queda da República Romana. Dois trechos são dedicados à decomposição dos cadáveres, e o texto apresenta, ainda, uma descrição minuciosa de cenários macabros de morte – decorrentes, por exemplo, de mordidas de cobras e da lenta desintegração de um corpo. As obras de Stácio e de Silius Italicus apresentam motivos um pouco menos horrendos, remetendo, dessa forma, mais a Ovídio.

### Literatura moderna
Motivos do repugnante também são encontrados posteriormente na literatura pré-moderna, ainda que, com maior frequência, na forma do Grotesco. Um exemplo é Gargântua e Pantagruel de François Rabelais, no qual urina, fezes e secreções corporais desempenham papel importante. Contudo, o escritor não pretende provocar nojo, mas sim alcançar o “efeito de uma risada libertadora”. O tratamento literário desses motivos muda a partir de Voltaire, que em Cândido apresenta o feio e o repulsivo de forma deliberada como contraponto à ideia da Teodiceia, na qual até o o mal possui um sentido. Cita-se:
“Ao caminhar no dia seguinte, ele encontrou um mendigo completamente coberto de abcessos de pus, com os olhos apagados, o nariz corroído, a boca torta e dentes negros, que precisava regurgitar cada palavra com voz rouca; terríveis ataques de tosse o atormentavam, fazendo com que a cada vez um de seus dentes se desprendesse.”

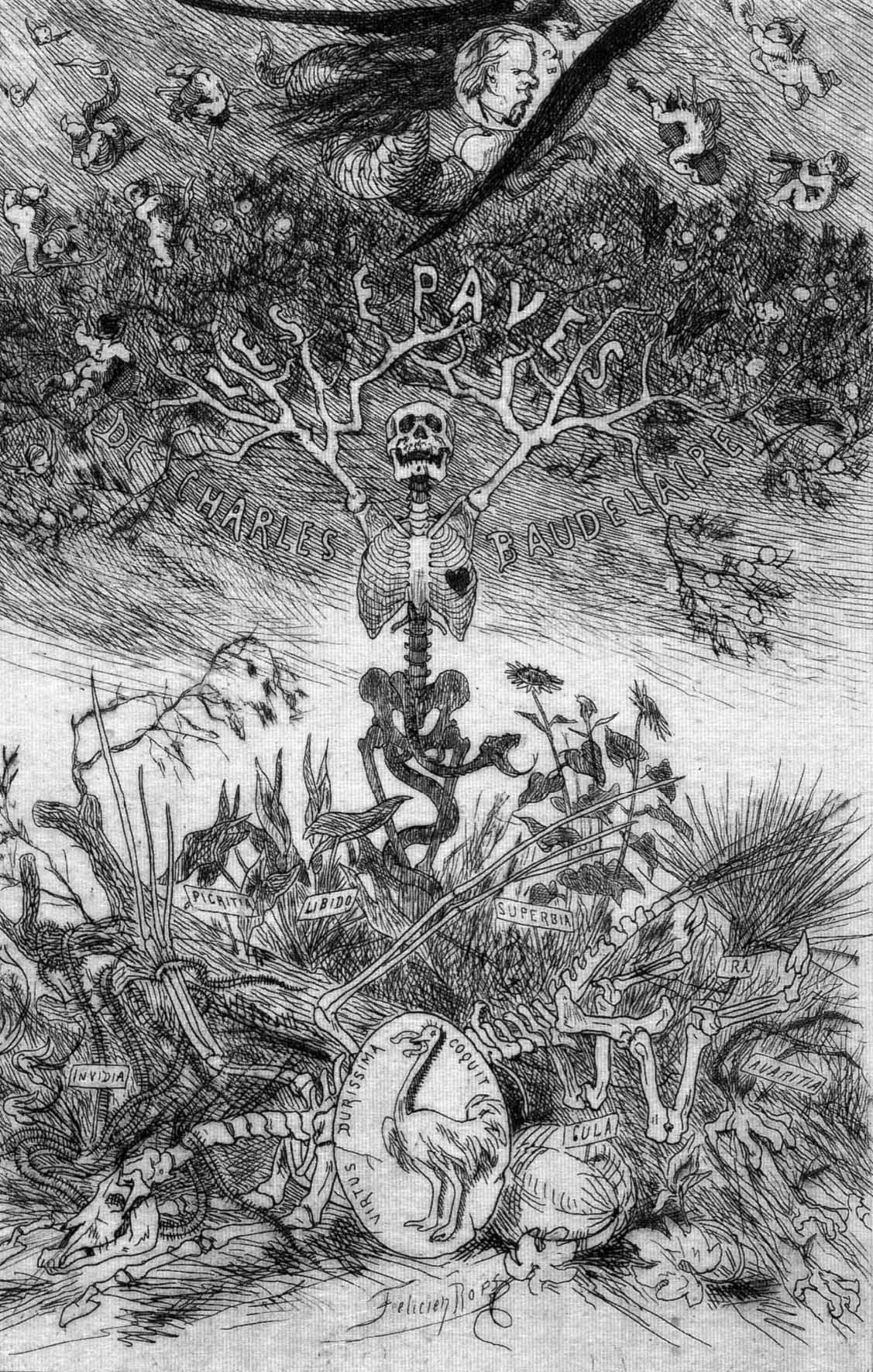
Frontispício da coleção Les Épaves de Charles Baudelaire

A ruptura com a tradição das “belas artes” também se manifesta em Heinrich von Kleist.
“Penthesilea (1808) é a primeira grande obra de arte linguística do extremismo literário. O drama não pretende mais evocar medo e piedade, mas sim provocar catarse por meio do nojo. […] Autores posteriores do século XIX – especialmente os Românticos – evitavam os extremos […]”.
A corrente literária do naturalismo abordava problemas sociais e retratava doenças, alcoolismo e degeneração física, utilizando os motivos do nojo como meio de provocação e crítica. A figura central foi Émile Zola, enquanto o mais importante representante alemão foi Gerhart Hauptmann.
Na França, Georges Bataille, Charles Baudelaire, o Conde de Lautréamont, Paul Verlaine e Arthur Rimbaud integravam o grupo de escritores modernos que, em suas obras, retratavam de forma, por vezes, drástica o que era tabu. O repulsivo era tratado por si mesmo, a fim de descrever a vida em sua “brutalidade e animalidade”. As Les Fleurs du Mal de Baudelaire causaram um escândalo e levaram a um processo judicial.
Também se valem, deliberadamente, dos efeitos do nojo representantes do expressionismo, como Gottfried Benn, Georg Trakl e Hans Henny Jahnn.
“Do ponto de vista estético, o extremista é especializado na destruição das normas literárias e regras linguísticas. Sua linguagem excêntrica é acompanhada de uma preferência pelo que é tabu ou popular […]”.
Trakl aborda em seus poemas o declínio, a decomposição e a morte, assim como o médico Benn. O drama de Jahnn, Pastor Ephraim Magnus (1919), “é um repositório singular de horrores e repulsa que dificilmente encontra paralelo, dada a extrema concentração de temas como Necrofilia, canibalismo, castração, Blasfêmia, Inzest e decomposição. […] Tão explicitamente quanto em nenhum outro lugar – depois de Penthesilea – a dramaturgia de Jahnn baseia-se no efeito antiestético do nojo.”
O nojo é também um conceito-chave na obra de Friedrich Nietzsche em Assim Falou Zaratustra. Zaratustra é, aqui, um precursor do esperado além‑do‑homem e, como tal, representa o homem sem nojo. Em uma cena, contudo, ele confronta seus “pensamentos mais abissais” e exclama: “Nojo, nojo, nojo – ai de mim!” Reiteradamente, neste trabalho, o repulsivo é tema, sendo empregada “toda a metáfora de cuspir, vomitar e regurgitar, incluindo todas as injúrias fecais – um mundo inteiro de repulsa.” A superação do nojo é apresentada por Nietzsche como um objetivo a ser alcançado. De inúmeras declarações, infere-se que o próprio filósofo era bastante sensível ao nojo – o que ele, de forma eufemística, denominava “hipersensibilidade”. “O nojo pelas baixarias comuns e ordinárias da humanidade já se manifesta na obra inicial de Nietzsche, assim como a transposição do nojo do âmbito fisiológico para o moral.” Em determinado ponto, ele escreve:
“Para mim, é própria uma reatividade completamente inquietante do instinto de limpeza, de modo que eu… percebo, de forma fisiológica, o mais íntimo, as ‘entranhas’ de cada alma – ‘sinto o cheiro’… Se observei corretamente, naturezas incompatíveis com a minha limpeza também experimentam a cautela do meu nojo… O ‘nojo’ pelas pessoas, pelo ‘miúdo’, sempre foi o meu maior perigo.”
O escritor Franz Kafka expressou, em cartas privadas e anotações, seus sentimentos pessoais de nojo. Essa emoção também é motivo na sua narrativa A Metamorfose, na qual o protagonista se transforma, durante a noite, em um inseto (“praga”), fato que provoca na família reações de horror e crescente repulsa.
Na literatura de língua alemã do século XX, o nojo é frequentemente abordado – sobretudo entre autores austríacos.
“A encenação do feio e do repulsivo – que, desde a poesia de Charles Baudelaire, se tornou um tema central da Modernidade literária – está representada, na literatura austríaca do século XX, de maneira praticamente sem precedentes.”
Representantes típicos são Thomas Bernhard, Josef Winkler, Werner Schwab e Elfriede Jelinek. Em suas obras, ocorrem numerosas transgressões de tabus, apresentadas por meio de uma “retórica violenta” (excitable speech), que também atinge o corpo do leitor.
O filósofo francês Jean‑Paul Sartre escreveu o romance O Nojo (La nausée), considerado a obra literária principal do Existencialismo. O nojo do protagonista dirige-se, essencialmente, contra a suposta falta de sentido e a incerteza de toda existência. Termos para esse nojo, que é, de certa forma, puramente mental, incluem “nojo do ser” ou “nojo do mundo”. Contudo, as sensações descritas do personagem Antoine Roquentin são, na psicologia, atribuídas à Melancolia e manifestam-se, entre outros, em pessoas com Depressão. “Melancholia can be described from an existential-analytical perspective as, on the one hand, the alienation of man from himself, from others, and from things, and on the other hand, as an inhibition of becoming – that is, as an alteration of the relation to time, temporality.” Essa alienação é uma característica fundamental do estado de Roquentin. Inicialmente, Sartre pretendia intitular o romance “Melancholia”.
Em 2008, o romance Feuchtgebiete, da escritora alemã Charlotte Roche, provocou, no feuilleton de língua alemã, uma discussão acerca do conceito de nojo, em razão da explícita descrição de excreções corporais – debate no qual também participou o publicista Roger Willemsen.

## Nojo encenado
Não apenas o belo, mas também o assustador e o grotesco têm sido representados na literatura e na arte desde sempre, embora nem sempre com o objetivo de provocar nojo.
“In naturalismo and Expressionismo the representations of the repulsive […] stand in opposition to the beautiful appearance of classical art. The aesthetics of beauty was, with a provocative intention, contrasted with that of the ugly […]”.
Na então emergente teoria da Estética no século XVIII, o feio e o repulsivo foram inicialmente completamente excluídos.
A psicologia, segundo Sigmund Freud, considera o nojo uma emoção ambivalente, originada do interesse inicial da criança por fezes, interesse do qual ela se desvincula somente com o auxílio da Socialização. Assim, o antigo “objeto do prazer” transforma-se num objeto de aversão e nojo. Contudo, nas camadas do Inconsciente, a fascinação reprimida permanece e se manifesta, de forma dissimulada, conforme essa teoria. “Masoquismo personalities do something similar to readers or viewers of artistic depictions of the horrible or repulsive. They are almost magnetically attracted to unappealing objects. The hidden source of pleasure lies […] in the satisfaction of a more or less conscious need for punishment in relation to forbidden desires and impulses.” A apreciação do nojo encenado, no campo das artes, é socialmente aceita. A indignação pública perante a transgressão de tabus dirige-se, em geral, apenas contra os artistas, e não contra os receptores; o público expõe-se voluntariamente ao repulsivo por períodos limitados, estabelecendo assim uma certa distância interna – especialmente em filmes, teatro ou pintura.
Segundo Thomas Anz, a “arte do nojo” também cumpre outras necessidades (inconscientes).
“Fantasies about collective catastrophes of apocalyptic proportions, which in art and literary history repeatedly are accompanied by disgust fantasies, correspond in the tradition of religious Apocalypse both to moral and aggressive needs.”

### Arte moderna
A provocação consciente de sentimentos de nojo é um meio empregado por diversas correntes da arte moderna, sobretudo em performances. O nojo é frequentemente desencadeado pelo uso de Fluído corporal e de produtos derivados, que são declarados “material artístico”. Com isso, tabus sociais são violados. Um exemplo notório é o chamado Wiener Aktionismus. Também a Body Art – enquanto forma de Arte de ação – e a Eat Art utilizam, em parte, efeitos de nojo de forma deliberada. Segundo os próprios artistas, a intenção é expressar uma postura de protesto contra os constrangimentos e valores sociais.
Os Wiener Aktionisten afirmaram, entre outras coisas, que buscavam uma intensidade especial de expressão e o assombro dos espectadores, alcançável apenas por meio do uso direto do corpo. A atuação mais conhecida do grupo, em uma sala de aula da Universidade de Viena, em 1968, consistiu em urinar, defecar e vomitar publicamente, intercalados pela execução do hino nacional austríaco – com o intuito de demonstrar “that the people get more worked up over a pile of shit than over all the reports on the then-fought Vietnam War.”
O maior reconhecimento dos Wiener Aktionisten veio, posteriormente, com Hermann Nitsch, que, em suas performances, fazia escoar grandes quantidades de sangue animal. Ele ordenhava animais publicamente e, em seguida, pintava telas e pessoas com sangue e vísceras. Além disso, criou “imagens de enxame”, fazendo com que o sangue escorresse sobre telas. No início dos anos 1970, Nitsch voltou-se sobretudo para o teatro e, desde então, realiza regularmente os chamados “jogos de orgias e mistérios”. Ele redigiu uma extensa dissertação teórica sobre sua arte, baseando-se nas teorias de Sigmund Freud. O objetivo de suas apresentações é a resolução de neuroses e uma catarse.
Influenciadas pelo Wiener Aktionismus, as performances de Paul McCarthy direcionam-se deliberadamente a efeitos de nojo. Em 1975, por exemplo, surgiu o vídeo Sailor's Meat, no qual McCarthy, trajando peruca loira feminina e calcinha, passou 28 minutos se sujando com ketchup, maionese e carne crua – que ele primeiro mastigava e, em seguida, cuspia. Além disso, manipulava um Dildo, mergulhando-o na maionese. A autodestruição é um recurso estilístico da Body Art. “When McCarthy mixes his own excretions with typically American products like ketchup, mayonnaise, body cream or Hot Dogs into a repulsive sauce, he attacks society’s standards of cleanliness.”
Frequentemente, na “arte do nojo”, são utilizados excrementos. Muito conhecida é a Merda d’artista (“merda de artista”) de Piero Manzoni. Em maio de 1961, ele supostamente encheu 90 latas de metal com suas próprias fezes, numerou e assinou-as, oferecendo-as pelo equivalente a 30 gramas de ouro. Hoje, essas latas possuem alto valor entre colecionadores, embora não se saiba ao certo do que consiste o conteúdo. O nojo, nesse caso, baseia-se unicamente na ideia. Wim Delvoye construiu um objeto mecânico denominado Cloaca, que simula, de forma surpreendentemente real, o processo digestivo com o auxílio de biorreatores e, após ser alimentado, excreta fezes artificiais que, quimicamente, correspondem às fezes reais e possuem o mesmo odor. Essas excreções também são atualmente adquiridas por colecionadores.
Animais mortos também são empregados na arte moderna para provocar e desencadear sentimentos de nojo. Damien Hirst embalsama cadáveres de animais em Formaldeído e os exibe. O objeto mais famoso é um Tubarão‑tigre embalsamado dos anos 1990, que já começou a se decompor, pois não pode ser preservado de forma permanente. O artista austríaco Wolfgang Flatz causou alvoroço na mídia em 2001 com uma ação denominada “Carne”, quando lançou de um helicóptero, em Berlim, um boi morto. Após o impacto, diversos fogos de artifício explodiram. Durante a ação, Flatz pendurou-se em posição de Cristo em um guindaste. Segundo ele, o intuito era chamar a atenção para a relação perturbada da sociedade com o tema da carne. A influência do Wiener Aktionismus é claramente perceptível.
Decadência, putrefação e decomposição são também temas da arte moderna. Dieter Roth deixou objetos alimentícios intencionalmente apodrecer, assim como a britânica Sam Taylor‑Wood em um vídeo filmado em time‑lapse. Fotógrafos que empregam efeitos de nojo de forma deliberada incluem, por exemplo, Joel‑Peter Witkin e Cindy Sherman.
Theodor W. Adorno observou, em seu ensaio sobre a teoria da Estética, uma predileção geral da arte moderna pelo repugnante e pelo fisicamente abominável. Ele interpretou isso como um indicativo da tendência de “lamentar” a sociedade e “denunciar o mundo” por meio da representação demonstrativa do negado e do reprimido.